# Ascochilus mindanaensis
Ascochilus mindanaensis är en orkidéart som först beskrevs av Oakes Ames, och fick sitt nu gällande namn av Eric Alston Christenson. Ascochilus mindanaensis ingår i släktet Ascochilus och familjen orkidéer. Inga underarter finns listade i Catalogue of Life.